# Springspinnen
Die Springspinnen (Salticidae) bilden die artenreichste Familie in der Ordnung der Webspinnen (Araneae) und sind gleichzeitig die einzige Familie in der Überfamilie Salticoidea. Zu den Springspinnen gehören derzeit 5862 Arten in 595 Gattungen (Stand: Mai 2016). Es gibt einige noch nicht-validierte Arten bzw. Unterarten sowie fossile Taxa, die hier noch nicht berücksichtigt sind. Springspinnen sind weltweit verbreitet.

## Lebensweise

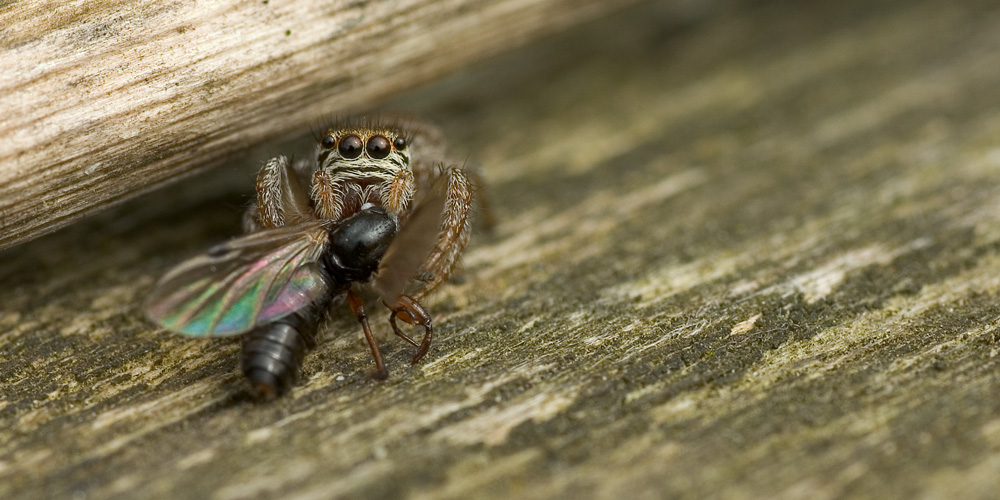
Springspinne bei erfolgreicher Jagd

Ihren Namen verdankt diese Spinnenfamilie der Jagdstrategie der zu ihr gehörenden Arten. So lauern Springspinnen am Boden oder an Hauswänden auf ihre Beute und springen sie an. Sie verfügen zwar auch über Spinndrüsen, verwenden diese aber nicht zum Bau von Spinnennetzen, sondern nutzen ihre Seide zum Bau von Eikokons. Einige Arten sichern sich – ähnlich einem Bergsteiger – bei ihren Sprüngen mit einem Faden aus Spinnenseide, so dass sie nach einem Sprung relativ einfach wieder zum Ausgangspunkt zurückkehren können, indem sie sich wieder am eigenen Faden hinaufziehen.
Bei der Auswahl ihrer Beute nutzen die Spinnen sowohl ihren Seh- als auch ihren Geruchssinn. Bei der Art Evarcha culicivora, deren Besonderheit darin liegt, dass sie Stechmücken der Gattung Anopheles nach deren Blutmahlzeit an Wirbeltieren erbeutet, wurde nachgewiesen, dass sie ihr Jagdhabitat anhand des Geruchs auswählt und dabei die Nähe zu menschlichen Gerüchen sucht, genau wie es ihre Beutetiere, die Stechmücken, tun.

## Morphologie und Sinnesorgane
Die für Netzspinnen bemerkenswerte Schnelligkeit und Sprungfähigkeit spiegelt sich auch in einer Anpassung der Laufbeine und Laufbeinspitzen (Tarsus) wider. Die kurzen und kräftigen Beine werden hydraulisch, durch die Erhöhung des Hämolymphdruckes, in weniger als 18 Millisekunden gestreckt. Mehr Scopulahaare an den Tarsusspitzen erzeugen große Adhäsionskräfte, so dass sie auch an glatten Oberflächen emporklettern können. Der überwiegende Rest der Webspinnen, die Trionycha, besitzen drei Tarsalklauen, mit denen sie filigrane Netze weben können. Bei den Dionycha, zu denen auch die Springspinnen gehören, fehlt die mittlere Klaue zu Gunsten dichter Scopulahaare.

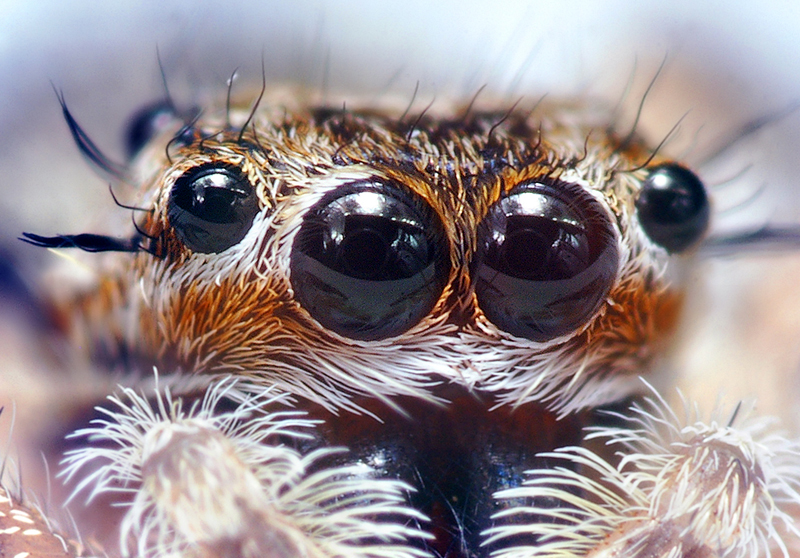
Augen einer Springspinne

Schema: Anordnung und Lagebezeichnung der Augen bei Springspinnen

Der schnelle Sprung erfordert auch eine Veränderung des Sehsinns. Die Mehrheit der Webspinnen ist nachtaktiv und sehr „kurzsichtig“; sie nehmen ihre Umgebung mehr über multifunktionale Spaltsinnesorgane und Infraschall durch ihre Behaarung (Trichobothrien) wahr. Die Springspinnen hingegen haben einen wesentlich höher entwickelten Sehsinn, der für sie lebenswichtig ist.
Springspinnen besitzen in ihren Hauptaugen einen für Gliederfüßer sehr hoch entwickelten Sehsinn, der ein erweitertes Spektrum bis ins Ultraviolette zulässt. Vier Sehzellentypen (Tetrachromat) kommen vor, die zudem auch sehr zahlreich sind. Die stark vergrößerten und nach vorne ausgerichteten Hauptaugen besitzen große Glaskörper, was eine lange Brennweite erzeugt. Die Linse fokussiert auf die vier untereinander liegenden Netzhautschichten in Abhängigkeit von der Wellenlänge des Lichtes. Die unterste und die darüberliegende Netzhaut sind grün-empfindlich. Das Grünbild wird jedoch nur auf der untersten scharf dargestellt. Der Unschärfeunterschied zwischen diesen beiden Netzhäuten erlaubt eine Entfernungsbeurteilung.
Die Retina kann durch drei Muskelpaare so bewegt werden, dass die Springspinne ihr Gesichtsfeld der Hauptaugen erweitern kann und es sich mit dem der Seitenaugen überschneidet und so räumliches Sehen zulässt. Das scharfe und farbige Bild von Beute oder Partner wird ab einer Entfernung von mehr als 10 Zentimetern gesehen. Da sie ihre Beute sehen, erkennen manche Arten auch tote Insekten oder Insekteneier als Nahrung: Man kann sie leicht füttern. Phidippus audax kann seine Beute und Artgenossen sogar aus 20 bis 30 Zentimeter Entfernung visuell erkennen und hat damit wahrscheinlich den am besten entwickelten Sehsinn der Spinnentiere.
Auf eine Entfernung von mehreren Dezimetern dienen ihr die Spaltsinnesorgane, Haare und Chemorezeptoren wie Geruch und Geschmack zur Orientierung, mit zunehmender Nähe spielt der Sehsinn eine Rolle. Mit diesem Zusammenspiel können sie von Zweig zu Zweig und von Blatt zu Blatt springen, Hindernisse umgehen und komplexe Manöver ausführen, um sich an ihre Beute anzuschleichen. Aus nur wenigen Zentimetern Abstand wird die Beute angesprungen.

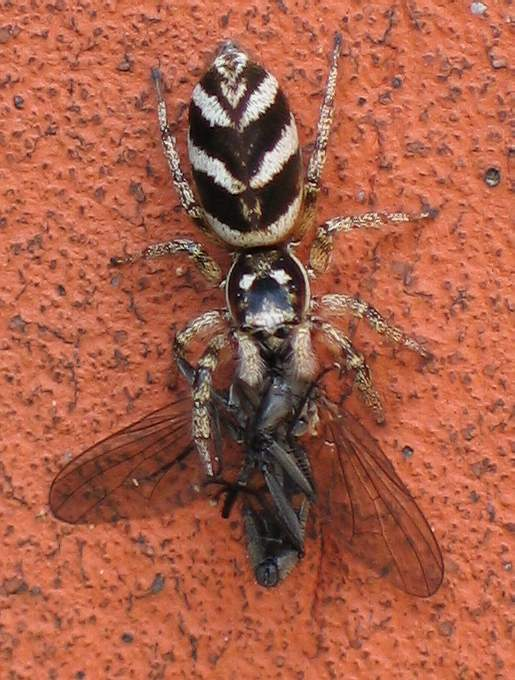
Mauer-Zebraspringspinne (Salticus scenicus) mit Beute

Das Paarungsverhalten ist stark von dieser visuellen Ausrichtung bestimmt. Springspinnen weisen einen deutlichen Geschlechtsdimorphismus auf. Die Männchen haben oft auffällige und bizarre Ausbildungen wie bunt glänzende Körperbehaarung, Fiederhaare, Fransen an den Vorderbeinen und andere Zeichen, die sie im Balztanz dem Weibchen zeigen. Die Balztänze sind komplexe Figuren aus Tanzschritten wie Seitwärtslaufen, Zick-Zack-Bewegungen oder Trommeln mit den Pedipalpen oder Laufbeinen. Besonders Letzteres ist auch bei anderen Spinnen zu beobachten, die damit zur innerartlichen Kommunikation Vibrationen oder Schall erzeugen. Diese akustische Kommunikation ist noch kaum erforscht.

## Arten und Gattungen

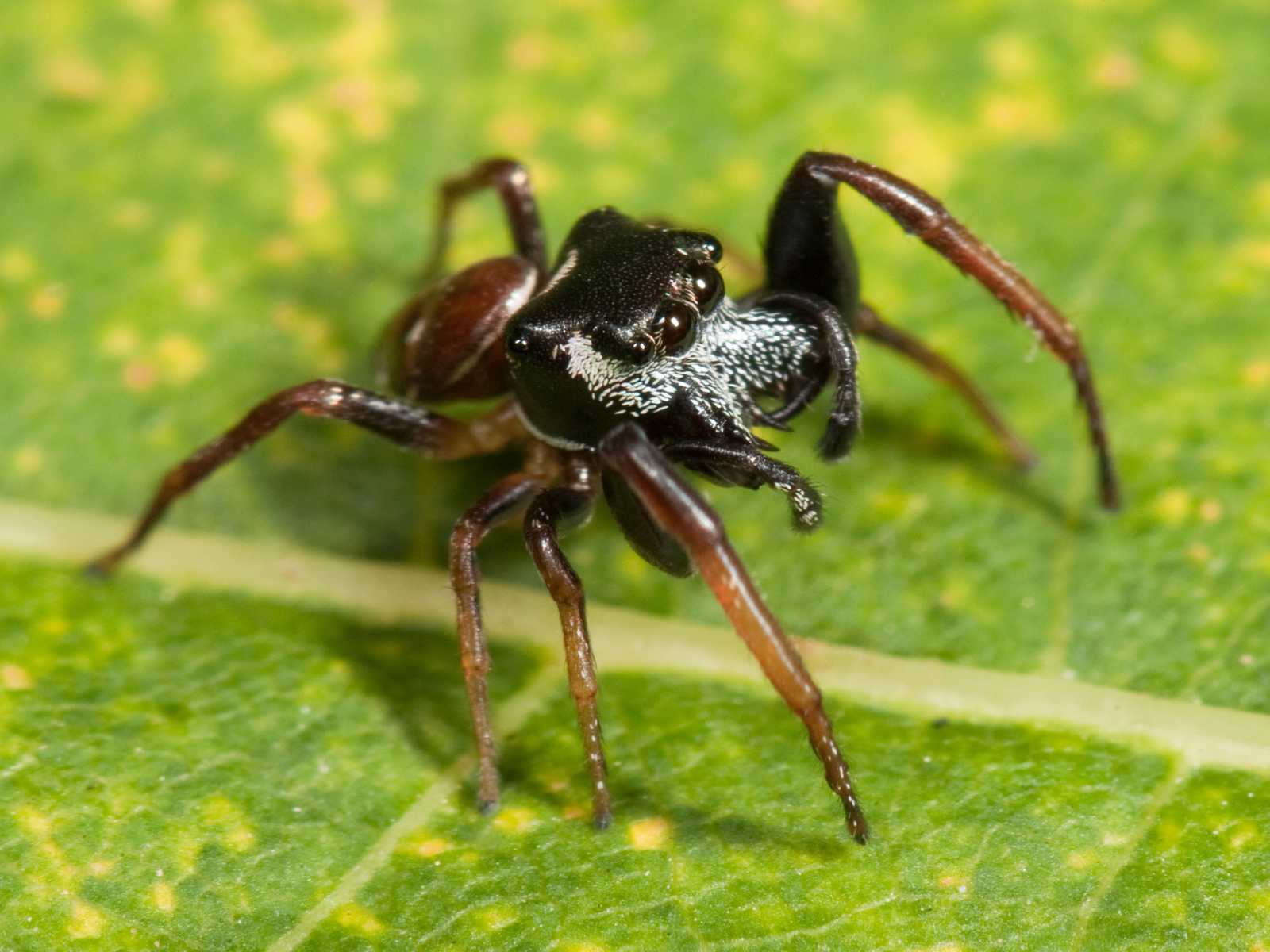
Zygoballus sexpunctatus, Männchen

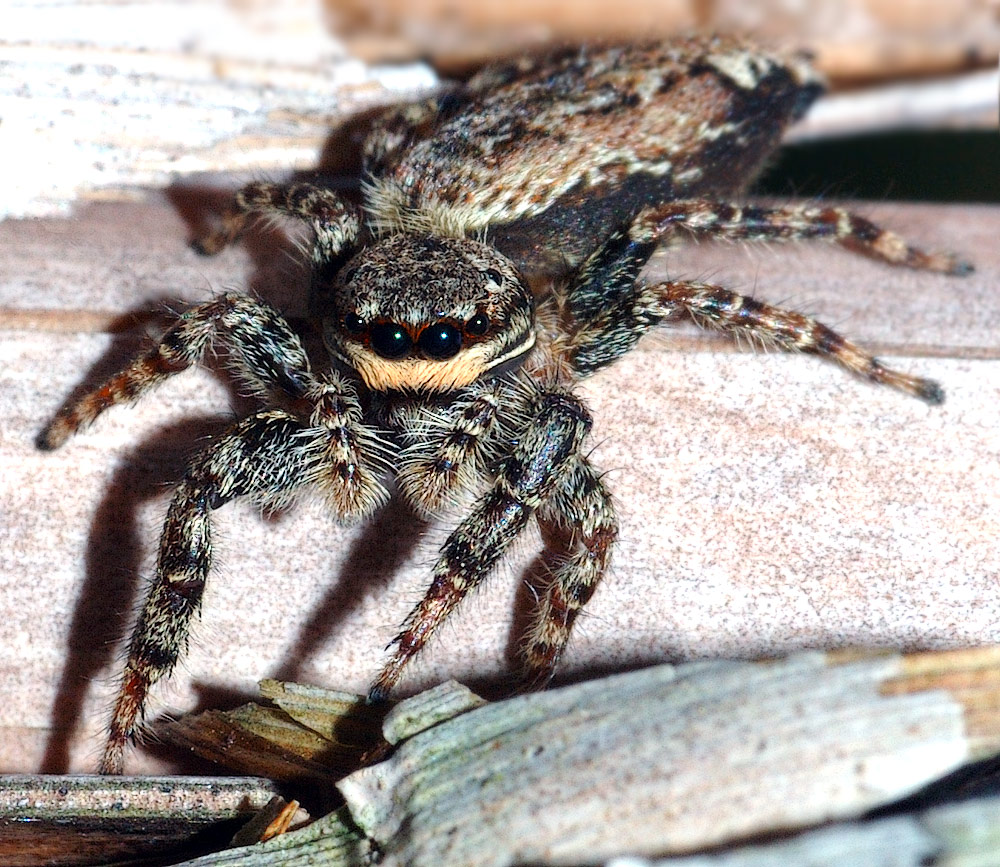
Rindenspringspinne

Die über 5800 Arten werden in mindestens 18 Unterfamilien eingeteilt. Der World Spider Catalog listet für die Springspinnen aktuell 595 Gattungen und 5862 Arten. (Stand: Mai 2016)

### Ausgewählte Gattungen und Arten aus Mitteleuropa
Laut Stefan Heimer und Wolfgang Nentwig: Spinnen Mitteleuropas. Verlag Paul Parey, Berlin 1991, ISBN 3-489-53534-0.
- Carrhotus
  - Wipfelspringer (Carrhotus xanthogramma (Latreille, 1819))

- Euophrys C. L. Koch, 1834
  - Euophrys frontalis (Walckenaer, 1802)

- Evarcha Simon, 1902
  - Dunkler Sichelspringer  (Evarcha arcuata (Clerck, 1757))
  - Bunter Sichelspringer (Evarcha falcata (Clerck, 1757))
  - Steppen-Sichelspringer (Evarcha michailovi Logunov, 1992)
  - Heide-Sichelspringer (Evarcha laetabunda (C. L. Koch, 1846))

- Hasarius
  - Gewächshausspringspinne Hasarius adansoni (Audouin, 1826) Kulturfolger in Gewächshäusern

- Heliophanus C. L. Koch, 1833
  - Kupfrige Sonnenspringspinne (Heliophanus cupreus) (Walckenaer, 1802)

- Leptorchestes Thorell, 1870
  - Leptorchestes berolinensis (C. L. Koch, 1846)

- Marpissa C. L. Koch, 1846
  - Rindenspringspinne Marpissa muscosa (Clerck, 1757)

- Myrmarachne Macleay, 1839
  - Ameisenspringspinne Myrmarachne formicaria (De Geer, 1778)

- Neon Simon, 1876

- Pellenes Simon, 1876

- Philaeus Thorell, 1869
  - Goldaugenspringspinne Philaeus chrysops (Poda, 1761)

- Pseudeuophrys Dahl, 1912
  - Rinden-Keilspringer Pseudeuophrys erratica (Walckenaer, 1826)
  - Wollige Mauerspringspinne Pseudeuophrys lanigera (Simon, 1871)

- Saitis Simon, 1876
  - Saitis barbipes (Simon, 1868)
  - Saitis berlandi (Roewer, 1951)

- Salticus Latreille, 1804
  - Mauer-Zebraspringspinne Salticus scenicus (Clerck, 1757)
  - Holz-Zebraspringspinne Salticus cingulatus (Panzer, 1797)

- Sitticus Simon, 1902
  - Vierpunktspringspinne Sitticus pubescens (Fabricius, 1902)

### Weitere europäische Arten
- Evarcha jucunda
- Menemerus taeniatus

### Außereuropäische Taxa
Gattungen:
- Phidippus (Amerika – eine der größten Arten)
- Portia (Afrika, südliche Paläarktis)
- Sondra (Australien)

Arten:
- Asemonea cuprea (Sambia)
- Bagheera kiplingi (Mittelamerika)
- Euophrys omnisuperstes (Himalaya)
- Zygoballus sexpunctatus (Nordamerika)
- Telamonia dimidiata